# Vandenberg Space Force Base
La Vandenberg Space Force Base è una base aerea situata vicino a Lompoc nella contea di Santa Barbara, California, negli Stati Uniti d'America, divenuta successivamente un poligono per il lancio di satelliti e missili balistici che vengono lanciati verso l'atollo Kwajalein nell'Oceano Pacifico.
Il poligono di lancio per i missili a breve gittata è disposto lungo la costa e risulta orientato grosso modo in senso nord-ovest. Verso occidente si estende il poligono per missili intercontinentali, il quale è suddiviso in due aree. Una è per la prova di missili balistici a breve e medio raggio (oltre 8000 km), l'altra, orientata in direzione sud, viene utilizzata per il lancio di satelliti artificiali su orbite polari.
La base, essendo militare, è inoltre riservata a tutti i lanci coperti da segreto.

## Storia

### United States Army

#### Camp Cooke (1941–1953)
A marzo 1941 l'esercito statunitense acquisì circa 86 000 acri (35 000 ha) di terreni in California tra Lompoc e Santa Maria per l'addestramento della fanteria e delle truppe corazzate. La maggior parte dei terreni fu acquistato, e altre porzioni furono invece ottenute tramite affitti, permessi o espropri. L'area, che comprendeva bassopiani circondati da colline e diversi canyon, trovandosi relativamente distante da aree popolate, fu giudicata ideale per svolgere diversi tipi di addestramento.
La costruzione di una base dell'esercito iniziò nel settembre 1941, e anche se erano necessari ancora diversi mesi per completarla, la base venne attivata il 5 ottobre 1941, con il nome di Camp Cooke, in onore del Generale Philip St. George Cooke.
Il Generale Cooke fu un ufficiale della cavalleria, la cui carriera militare durò quasi metà secolo, dal diploma da West Point nel 1827 fino al pensionamento nel 1873. Partecipò alla guerra messico-statunitense, alle guerre indiane, alla guerra di secessione americana. Nativo della Virginia, Cooke rimase leale all'Unione, durante la guerra civile. Una delle sue maggiori imprese fu durante la guerra con il Messico, quando guidò con il grado di colonnello il battaglione mormone dal Missouri alla California.
Anche se la costruzione di Camp Cooke continuò durante il 1942, a febbraio e marzo del 1942 la 5th Armored Division iniziò le esercitazioni. Da allora fino al termine della guerra, altre divisioni corazzate e di fanteria si addestrarono prima di essere inviate in servizio attivo oltreoceano.
Durante il periodo della guerra, la quinta, la sesta, l'undicesima e la ventesima divisione corazzata, e la 86ª e 97ª divisione fanteria erano di stanza a Camp Cooke. Inoltre, venivano addestrati artiglieri contraerei, genieri e unità ospedaliere.
Mentre la guerra continuava, qui vennero tenuti prigionieri di guerra tedeschi e italiani (questi ultimi organizzati in Italian Service Units).
Nel 1946 venne costruito un carcere militare di massima sicurezza per l'esercito, dove furono detenuti militari appartenenti all'esercito. 
Dall'agosto 1950 a febbraio 1953, Camp Cooke fu impiegato come base di addestramento per le unità destinate al combattimento in Corea. La base venne disattivata nel 1953. 
Il carcere militare venne trasferito al Federal Bureau of Prisons che lo impiegò per i detenuti civili nell'agosto 1959. Attualmente è noto come "Penitenziario di Lompoc".

### United States Air Force

#### Cooke Air Force Base
Con l'avvento dell'era missilistica negli anni '50, si ebbe la necessità urgente di un sito di addestramento che potesse essere anche impiegato come la prima base missilistica statunitense. Nel gennaio 1956 venne creato un comitato di selezione che esaminò più di 200 siti potenziali prima di scegliere Camp Cooke. I motivi della scelta furono essenzialmente gli stessi per cui venne creato, tra cui le sue dimensioni, la lontananza da aree altamente popolate e un clima mite. La posizione permetteva il lancio di missili verso l'oceano Pacifico senza che sorvolassero centri popolati, e il lancio di satelliti in orbita polare verso il polo sud senza che sorvolassero terre emerse.
Nel settembre 1956, l'allora segretario all'aviazione Donald Quarles accettò la raccomandazione del comitato. Qualche settimana dopo, il 16 novembre 1956, il segretario della difesa Charles Erwin Wilson trasferì i 64 000 acri (26 000 ha) gestiti dall'esercito all'aeronautica militare statunitense perché fossero impiegati come base missilistica e di addestramento. 
Nel giugno 1957, la base venne rinominata Cooke Air Force Base e il 21 giugno venne trasferita all'aeronautica. Inizialmente serviva come sito di addestramento per i missili PGM-17 Thor, SM-65 Atlas e HGM-25A Titan I e ospitava una struttura operativa di emergenza per l'ICBM Atlas.
Per rendere operativa la base, il 15 aprile 1957 venne attivato il 392° air base group, in sostituzione del 6591° Support Squadron. Il 392° venne assegnato al 704th Strategic Missile Wing, che fu attivato il 1 luglio 1957. Questo fu il primo stormo missilistico dell'aeronautica statunitense. Il 16 luglio venne trasferito alla base Cooke la 1st Missile Division, attivata tre mesi prima a Inglewood in California. La prima divisione venne assegnata alla Air Force Ballistic Missile Division (AFBMD) a Inglewood, che a sua volta faceva parte dell'Air Research and Development Command (ARDC) della Andrews Air Force Base nel Maryland
Il lancio del satellite Sputnik 1 il 4 ottobre 1957, seguito un mese dopo dal satellite Sputnik 2, che trasportava la cagnolina Laika, ebbe implicazioni militari e causò una immediata accelerazione del programma missilistico dell'aeronautica statunitense. L'effetto fu quello di autorizzare da parte del dipartimento della difesa statunitense il lancio di missili balistici in tempo di pace dalla base di Cooke. L'aeronautica statunitense trasferì il 1 gennaio 1958 la gestione dalla base Cooke dalla ARDC allo Strategic Air Command (SAC). Con questa riorganizzazione la ARDC mantenne la responsabilità per l'attivazione del sito e le attività di ricerca e sviluppo dei missili balistici, che in precedenza erano gestite dalla AFBMD. I lanci spaziali vennero gestiti dal SAC,  e prevalentemente dall'ARDC. La condivisione delle missioni permise ai due comandi di creare un buon rapporto di collaborazione che durò 35 anni.
Il 12 febbraio 1958, il dipartimento della difesa trasferì la gestione del PGM-19 Jupiter dal dipartimento dell'esercito all'aeronautica. I quartier generali dello Strategic Air Command trasferirono l'864º squadrone missilistico strategico (IRBM Jupiter) da Huntsville alla base area Cooke. Nell'aprile 1958 nella base di Cooke fu attivato il 576º squadrone missilistico strategico (ICBM Atlas), il primo squadrone SAC a gestire il lancio di missili ICBM. A luglio dello stesso anno iniziò la costruzione di un Operational System Test Facility (OSFT) per l'ICBM Titan I, il prototipo delle successive Launch Control Facilities, costituito da un silo con un sollevatore per far fuoriuscire il missile prima del lancio e il relativo equipaggiamento. Il primo missile IRBM Thor giunse a Cooke nell'agosto del 1958.
Il 1 gennaio 1958 al tenente generale David Wade fu affidato il comando della 1ª divisione missilistica, la prima unità missilistica operativa dell'aeronautica. Il suo incarico consisteva nel mantenere le capacità operative dei missili ICBM e istituire un addestramento per la preparazione degli addetti al lancio dei missili. Wade si impegnò per lo sviluppo dei sistemi satellitari Corona, del Satellite and Missile Observation System (SAMOS) e del Missile Defense Alarm System (MIDAS)

#### Espansione della base
La parte meridionale della base Cooke (precedentemente Camp Cooke), che si estendeva per 19 800 acri (8 000 ha), fu trasferita alla marina statunitense a maggio 1958. La marina stava creando un poligono missilistico per l'area del Pacifico (Pacific Missile Range) con quartier generale a Point Mugu, e installazioni lungo la costa della California e in diverse isole nel Pacifico. I terreni acquisiti vennero rinominati in Naval Missile Facility di Point Arguello e divennero un centro primario per le operazioni di sange safety per tutti i lanci missilistici e satellitari nell'area del Pacifico.
Il 16 novembre 1963, il segretario della difesa Robert S. McNamara ristrutturò la gestione delle basi missilistiche da parte del dipartimento della difesa.Di conseguenza la marina trasferì molte sezioni della Pacific Missile Range, tra cui l'installazione di Point Arguello, all'aeronautica.
L'aeronautica assunse il controllo e la responsabilità della range safety missilistica della base e di gran parte dell'oceano Pacifico. Quest'area geografica venne rinominata Air Force Western Test Range. Il nome rimase fino al 1979 quando fu cambiato in Western Test Range.
Il 1 marzo 1966 ci fu l'ultima acquisizione di terreni, dopo che l'aeronautica progettò di costruire il Complesso di lancio 6 per il programma Manned Orbiting Laboratory. Con questa espansione, la base raggiunse le dimensioni odierne di 99 099 acri (40 104 ha), che la rendono la terza base per grandezza degli Stati Uniti, dopo la Eglin Air Force Base in Florida e la Edwards Air Force Base in California.

#### Vandenberg Air Force Base

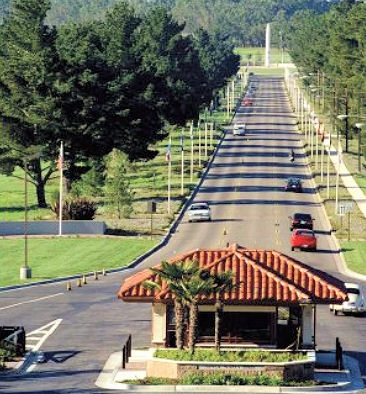
Ingresso principale della Vandenberg Air Force Base

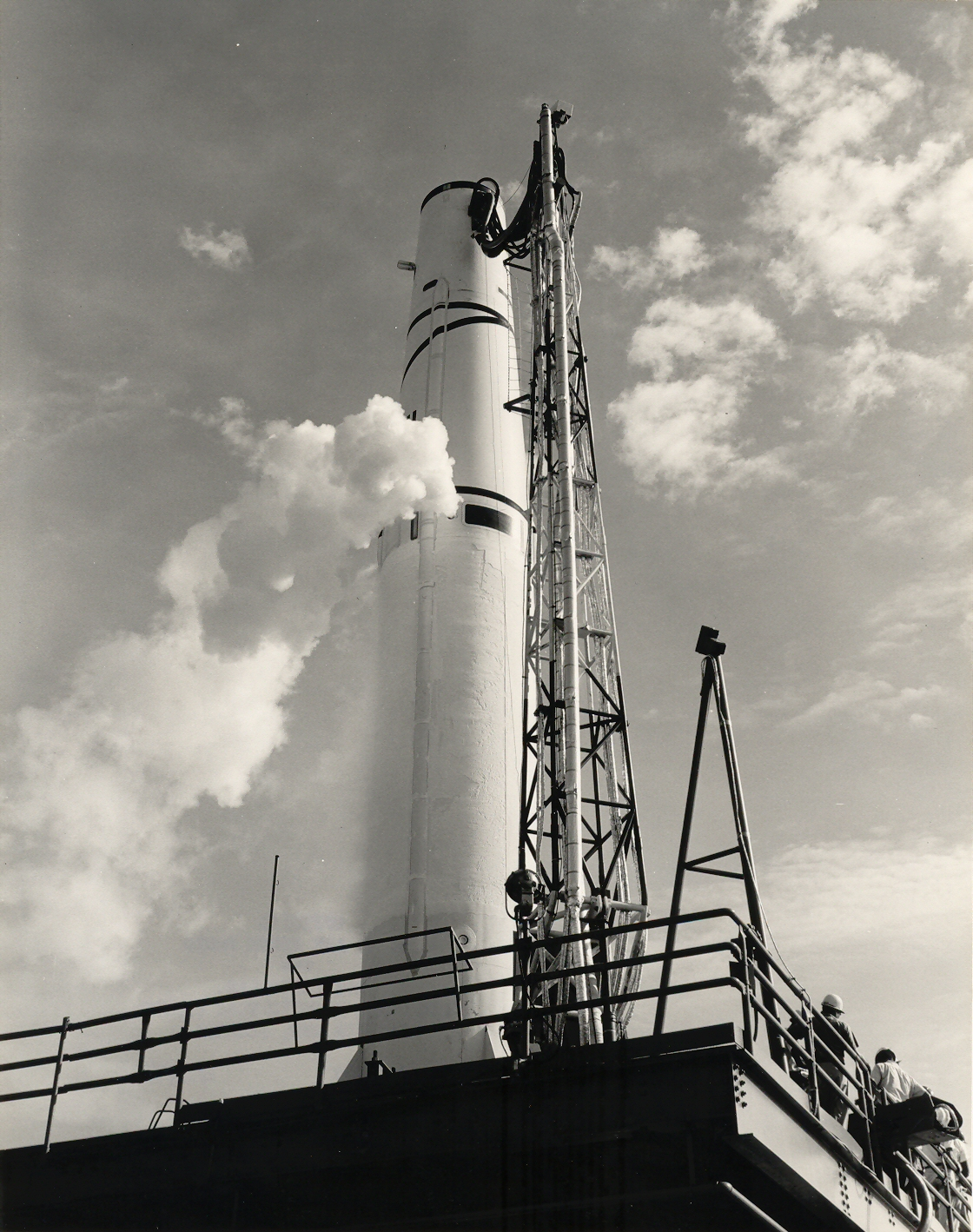
PGM-17 Thor IRBM

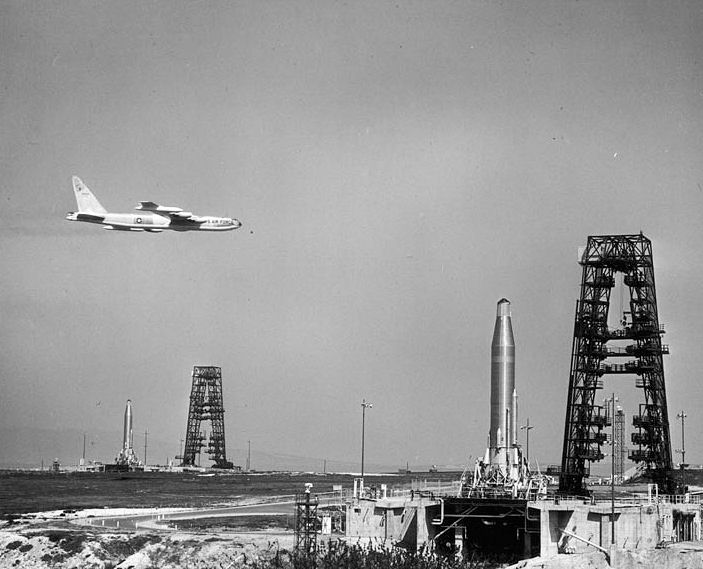
Missili Atlas

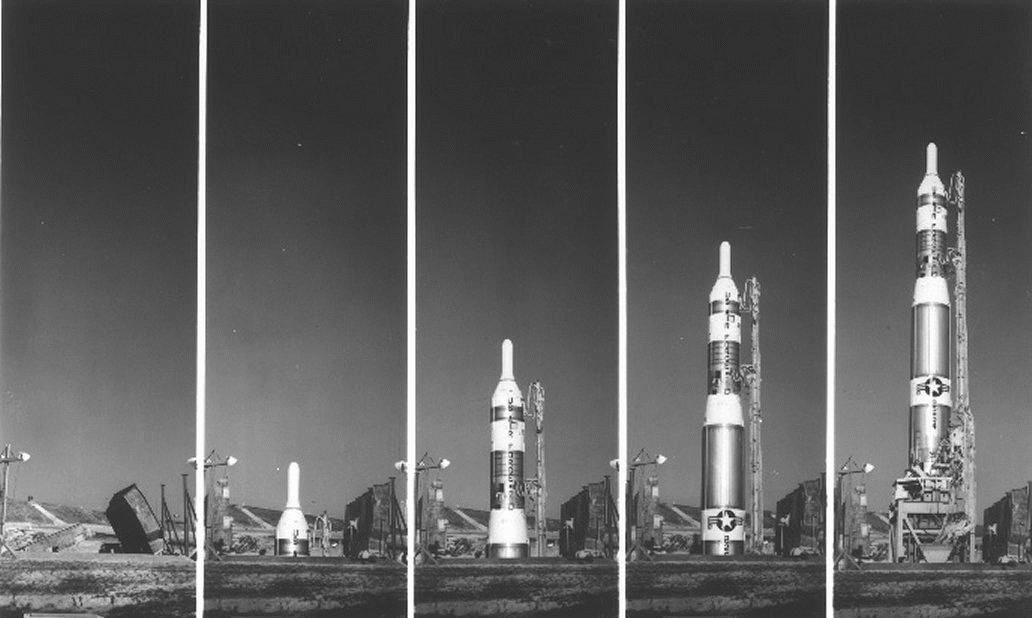
Un missile Titan I fuoriesce dal proprio silo nella Operational System Test Facility nel 1960. Il missile Titan I era immagazzinato all'interno di un silo sotterraneo rinforzato, ma prima del lancio un sollevatore doveva far fuoriuscire il missile.

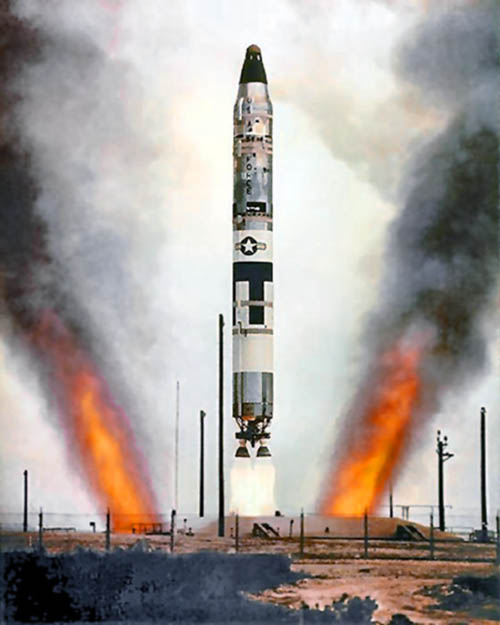
Lancio di prova di un missile Titan II da Vandenberg

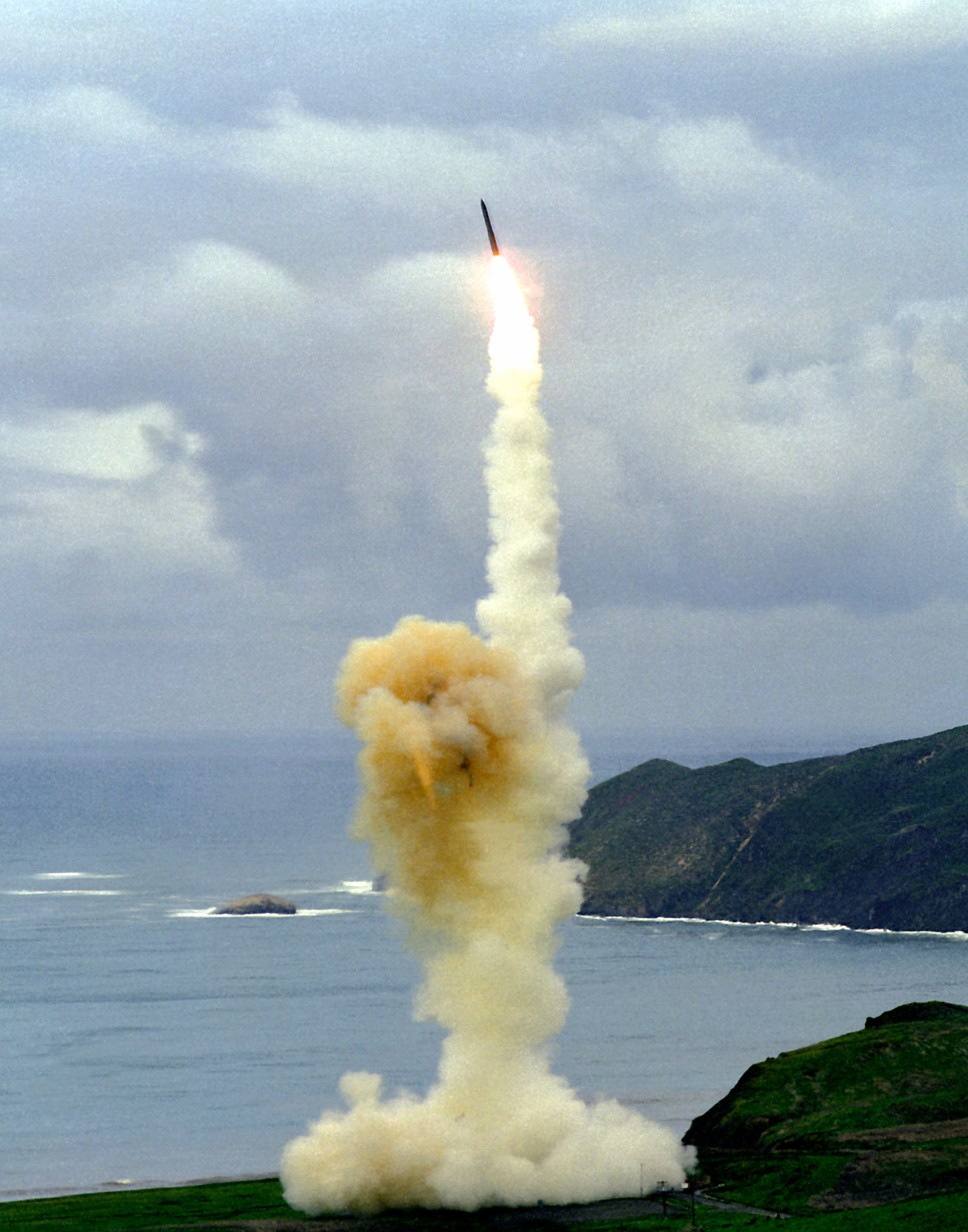
Lancio del missile Minuteman III

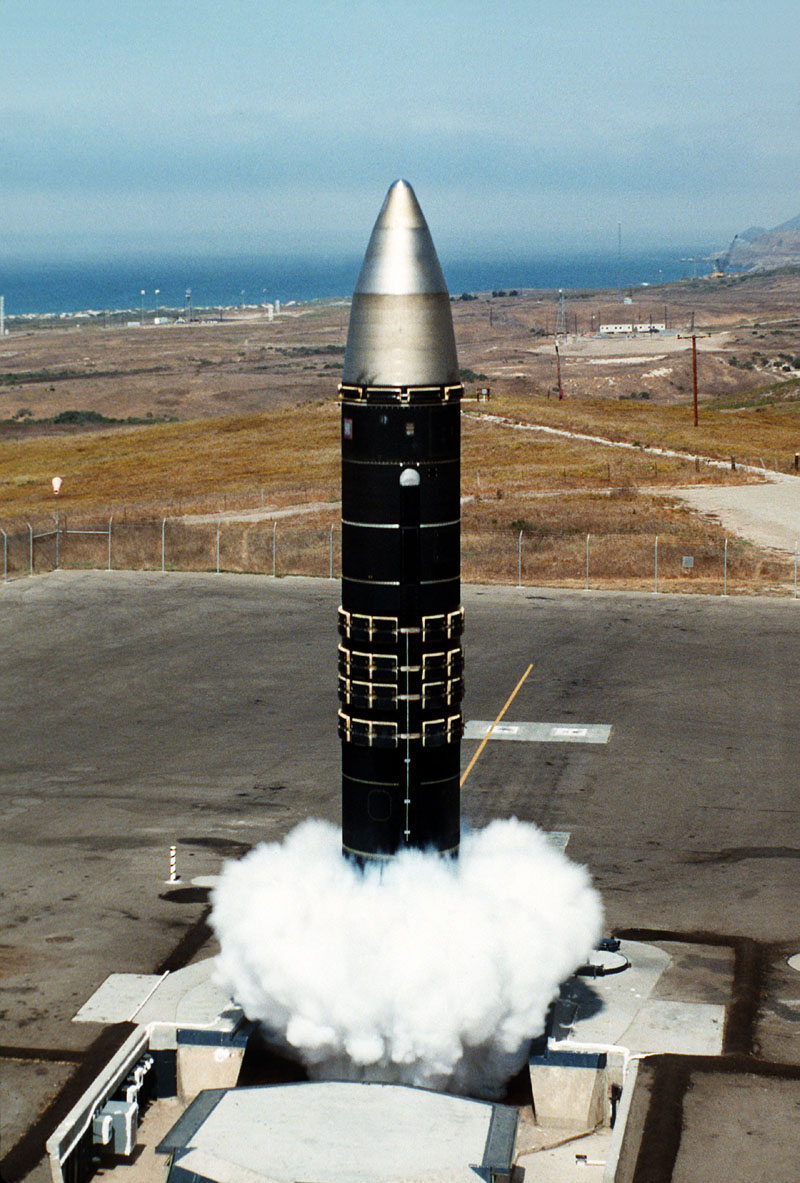
Lancio di prova di un missile LGM-118 Peacekeeper

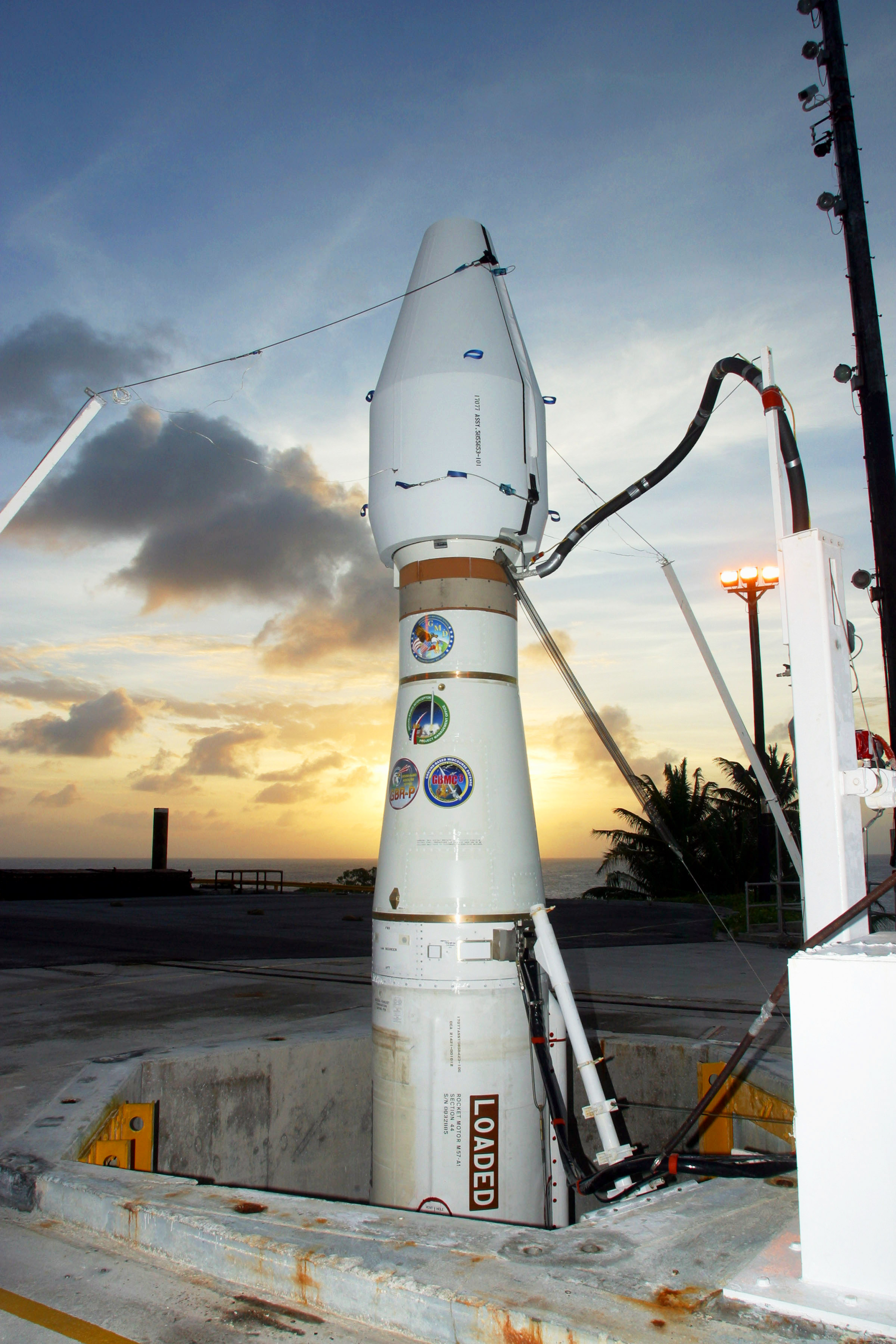
Missile anti-balistico Ground-Based Midcourse Defense (GMD) nel sito di lancio alla base Vandenberg

Il 4 ottobre 1958, la Cooke Air Force Base venne rinominata  Vandenberg Air Force Base, in onore al Generale Hoyt Vandenberg, il secondo Chief of Staff dell'aeronautica statunitense.

##### Test dei missili balistici

###### PGM-17 Thor
Il 15 dicembre 1958 venne lanciato con successo il primo missile dalla base Vandenberg, un PGM-17 Thor, di tipo IRBM. Il lancio venne effettuato da personale della 1ª divisione missilistica. Il 16 aprile dell'anno seguente venne lanciato con successo un missile IRBM Thor da parte di personale della Royal Air Force. Nell'ambito del project Emily, i missili a medio raggio Thor vennero schierati nel Regno Unito.
Il 22 aprile 1960 fu completato l'addestramento del quarto e ultimo squadrone inglese per l'impiego del missile Thor.

###### SM-65 Atlas
Il 16 ottobre 1959 iniziò la costruzione del primo sito di lancio (indicato con 576A-1) per il missile Atlas, e il primo missile balistico intercontinentale Atlas-D fu consegnato al 576º squadrone missilistico strategico il 18 febbraio dello stesso anno. Il primo Atlas-D venne lanciato il 9 settembre e a seguito al successo, il General Thomas S. Power, a capo dello Strategic Air Command (CINCSAC), dichiarò il missile ICBM Atlas operativo. 
Ad aprile 1960 fu lanciato un missile Atlas-D da un sito di lancio detto coffin-type, indicato con la sigla 576B-2. Quest'ultimo sito rappresentava il prototipo del sistema di lancio impiegato dal primo squadrone operativo che utilizzò l'Atlas, il 564º squadrone missilistico strategico della Francis E. Warren Air Force Base nel Wyoming.
A luglio 1959 iniziò la costruzione di un sito di lancio coffin-type per Atlas-E chiamato Atlas operational system test facility #1 e il 28 febbraio 1962 venne effettuato il primo lancio dell'Atlas-E. A novembre dello stesso anno iniziò la costruzione di un lanciatore di tipo silo per il missile Atlas-F, chiamato Atlas operational system test facility #2. Il primo missile Atlas-F venne consegnato a giugno 1961 e il primo lancio riuscito fu effettuato il 1 agosto 1962.
Nel maggio 1964 gli Atlas-D vennero rimossi dal 576º squadrone missilistico strategico, e l'ultimo lancio di test di un Atlas-F avvenne il 18 gennaio 1965. Il 576º squadrone fu disattivato il 2 aprile 1966. Tra il 1959 e il 1965 furono condotti 53 lanci di test per l'Atlas-D, 7 per l'Atlas-E e 7 per l'Atlas-F.
Quando non venne più utilizzato come ICBM, i booster e il primo stadio dell'Atlas vennero uniti ad un secondo stadio RM-81 Agena per essere impiegati come veicolo di lancio. Rinominato Atlas-Agena, fu utilizzato per il lancio di vari satelliti in orbita fino agli anni '80.

###### HGM-25A Titan I
Il HGM-25A Titan I fu il primo ICBM multistadio degli Stati Uniti e complementò l'SM-65 Atlas come forza di deterrenza nucleare dell'aeronautica.
Nel luglio 1958 iniziò la costruzione della Operational System Test Facility (OSTF) per il Titan I, il prototipo delle successive Launch Control Facilities, costituito da un silo con un sollevatore per far fuoriuscire il missile prima del lancio e il relativo equipaggiamento. Designata con la sigla OSTF-8, venne distrutta il 3 dicembre 1960 quando il sollevatore ebbe un'avaria mentre stava facendo discendere un missile provvisto di propellente all'interno del silo.
Il primo lancio con successo del Titan I avvenne a settembre 1961, e di conseguenza il complesso di lancio del Titan I (indicato con la sigla 395-A1/A2/A3) venne trasferito al 395th Strategic Missile Squadron dello Strategic Air Command. La vita operativa del Titan I fu breve, e nel novembre 1964 venne annunciato il ritiro di tutti i restanti ICBM di prima generazione (Atlas-E, Atlas-F e Titan I) entro la fine del 1965.
Prima di passare al successore, il 395º squadrone effettuò 19 lanci di test tra il 1963 e il 1965. L'ultimo lancio avvenne il 5 marzo 1965. Durante gli anni '80, alcuni secondi stadi del Titan I vennero impiegati come bersagli nei primi test del programma Strategic Defence Initiative (SDI).

###### LGM-25C Titan II
Il LGM-25C Titan II era un ICBM di seconda generazione con propellente ipergolico, guida completamente inerziale e lancio dell'interno del silo. Il primo sito di lancio per il Titan II iniziò nel 1962. La base giunse ad avere quattro siti di lancio.
La maggior parte dei test del Titan II venne effettuata dal 6555th Aerospace Test Group della base Cape Canaveral Space Force Station, in Florida, e nell'aprile 1963 venne compiuto il primo di lancio da un silo sotterraneo. Il primo test operativo avvenne nel marzo 1965.
Come il suo predecessore Atlas, il Titan II venne impiegato come veicolo di lancio. Il Titan II GLV (Gemini Launch Vehicle) fu impiegato come lanciatore della navetta Gemini, mentre il Titan 23G come lanciatore di satelliti. L'ultimo lancio di test di un Titan II avvenne nel 2003.

###### LGM-30 Minuteman
Con l'impiego dei propellenti solidi, che fornivano diversi vantaggi rispetto a quelli liquidi, venne sviluppato l'ICBM LGM-30 Minuteman a tre stadi. La costruzione delle strutture per i lanci di test del Minuteman iniziarono nel febbraio 1961, tra cui i silos identificati con il codice 394A che furono utilizzati dal 394th Strategic Missile Squadron.
Nel settembre 1962 iniziarono i test di lancio del Minuteman IA, mentre a maggio 1963 venne effettuato il primo test del Minuteman IB. Il 24 febbraio 1966 fu condotto un lancio di test contemporaneo di due Minuteman IA dai silo LF-04 (394A-3) e LF-06 (394A-5), che dimostrò la possibilità di effettuare lanci multipli. I test del Minuteman I continuarono fino al 1968.
I test del Minuteman II iniziarono ad agosto 1965, con il primo lancio condotto dall'Air Force System Command. Il missile percorse 5 000 miglia (8 000 km) lungo il Pacific Missile Range colpendo il bersaglio.
Il 22 ottobre 1970, vennero lanciati contemporaneamente due Minuteman II dai silos LF-25 e LF-26. L'ultimo test operativo del Minuteman II fu condotto ad aprile 1972. 
Il 5 dicembre dello stesso anno venne effettuato il primo lancio di test del Minuteman III dal silo LF-02. Il missile impattò nell'Oceano Pacifico dopo un volo di 800 miglia (1 300 km).
Nel luglio 1974, l'addestramento degli addetti al lancio dei missili, precedentemente effettuato dagli istruttori dell'Air Training Command (ATC), venne incorporato nel programma Operational Readiness Training (ORT) dello squadrone 4315th Combat Crew Training Squadron. In questo modo l'intero addestramento degli addetti dei missili Minuteman passò sotto la responsabilità dello Strategic Air Command.
Lo Strategic Air Command effettuò l'ultimo lancio di test di un Minuteman III phase I durante l'esercitazione chiamata "Global Shield", che fu condotta nel 1979.

###### LGM-118 Peacekeeper
I test dell' LGM-118 Peacekeeper iniziarono a giugno 1983. Oltre ad avere una portata maggiore degli ICBM precedenti, il Peacekeeper era in grado di trasportare fino a 10 veicoli di rientro su altrettanti bersagli diversi. Il Peacekeeper era stato progettato per sostituire il Minuteman, ma ebbe tempi troppo lunghi di sviluppo e fu ritirato nel 2005, prima del ritiro del Minuteman, a seguito dei trattati per la riduzione dell'armamento nucleare.
Il primo Peacekeeper venne lanciato dall'Air Force Systems Command da una struttura di lancio di tipo canister, dal complesso di lancio TP-01 il 17 giugno 1983. Il missile percorse una traiettoria di 600 miglia (970 km).
Il primo missile Peacekeeper equipaggiato con un veicolo di rientro di test Mark-21 venne lanciato il 15 giugno 1984 dal TP-01. Altri due lanci di test vennero effettuati nel 1984. L'ultimo lancio dalla struttura TP-01 fu effettuato il 30 giugno 1985.
Il 24 agosto 1985 venne utilizzato per la prima volta il silo LF-05, e dal 1986 fu impiegato anche il silo LF-02. Il 23 agosto 1986 venne lanciato per la prima volta un missile Pacekeeper da addetti appartenenti al SAC sotto il controllo dell'Air Force Systems Command.
Nel 1987 fu attivata una struttura per l'addestramento chiamata Missile Procedures Trainer, del costo di 17 milioni di dollari, che conteneva un simulatore computerizzato impiegato per l'addestramento e la valutazione degli addetti al lancio dei missili. I primi LGM-118 Peacekeepers vennero consegnati alla Francis E. Warren Air Force Base nel Wyoming nel 1987. I lanci di test continuarono dalla base di Vandenberg attraverso un terzo silo che divenne operativo nel marzo 1990. L'ultimo lancio di un Pacekeeper fu effettuato il 21 luglio 2004, prima del suo ritiro.

###### Ground Based Midcourse Defense Interceptor
Nel 2005 iniziarono i test del booster suborbitale del missile Ground-Based Midcourse Defense (GBI), sviluppato dalla Orbital Sciences Corporation nell'ambito del sistema missilistico National missile defense introdotto dall'allora Presidente George W. Bush. Il booster è costituito dai tre stati superiori e dal sistema di guida del vettore Taurus. Durante le fasi di sviluppo il lancio viene effettuato da una piattaforma di superficie, mentre operativamente viene lanciato da silo.
Il 6 febbraio 2003 fu condotto il primo test dalla piattaforma 576-E, precedentemente utilizzata per l'Atlas-F. I bersagli di test sono costituiti dal secondo e terzo stadio del missile Minutemen, e sono lanciati dalla base Kwajalein Meck launch site sull'atollo di Kwajalein.

##### Esplorazione spaziale
Il primo satellite in orbita polare, il Discoverer 1, del programma satellitare Corona, fu lanciato dalla base di Vandenberg il 28 febbraio 1959. Il lanciatore apparteneva alla serie Thor-Agena. Le serie di satelliti Discoverer stabilì molti primati: nell'agosto 1960 la capsula dei dati del satellite Discoverer XIII venne espulsa in orbita e fu recuperata nell'Oceano Pacifico, diventando il primo oggetto progettato dall'uomo ad essere recuperato dallo spazio, e la settimana successiva, la capsula del Discoverer XIV venne invece catturata in volo da un aereo, stabilendo il primo recupero di quel tipo nella storia. I satelliti Discoverer erano impiegati nel primo programma di ricognizione fotografica satellitare, che terminò il 13 gennaio 1962.
Negli anni successivi dalla base Vandenberg furono lanciati molti satelliti di diversi tipi, impiegando i nuovi lanciatori disponibili, tra cui il Titan IV (marzo 1991), il Taurus (marzo 1994), il Pegasus (aprile 1995), il Delta II (febbraio 1996), l'Atlas II (dicembre 1999), il Minotaur I (2000) e a partire dal 2005, il Falcon 1, il Delta IV e l'Atlas V.
I programmi più importanti furono il Manned Orbiting Laboratory (MOL) e lo Space Shuttle. Il lanciatore per il MOL era costituito da un booster Titan III che trasportava una navetta Gemini modificata e chiamata Gemini-B agganciata ad un laboratorio spaziale. A giugno 1969, l'allora Presidente Richard Nixon cancellò il programma MOL, il cui costo era stimato in 3 miliardi di dollari, a causa di ritardi nella costruzione, sforamenti di budget, avvento di nuove tecnologie e le spese relative al conflitto in Vietnam.

##### Space Shuttle

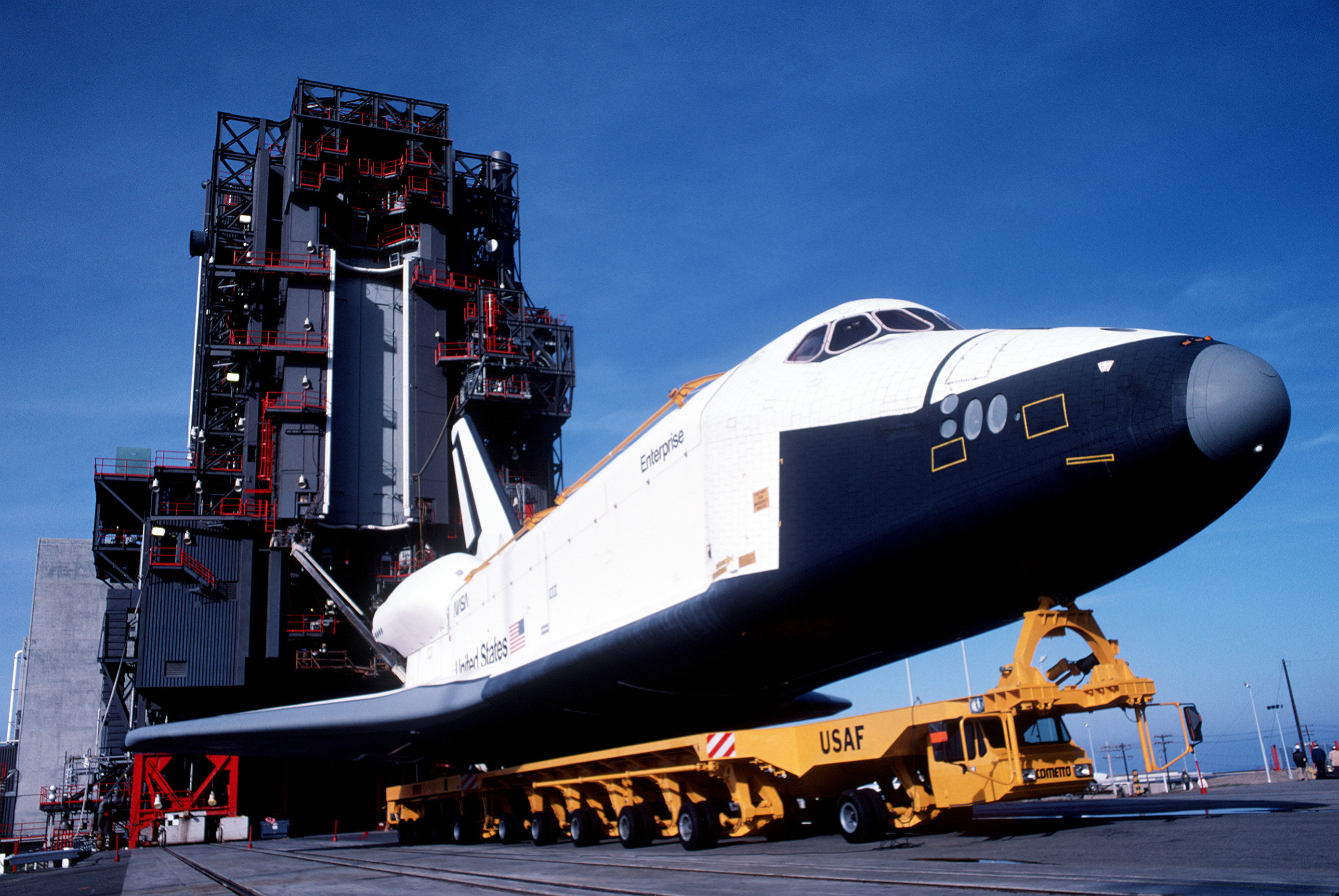
Lo Space Shuttle Enterprise (OV-101) viene trasportato con la piattaforma con 76 ruote verso il complesso di lancio 6. Nello sfondo è visibile la struttura chiamata Payload Changeout Room

Nel 1972 la base di Vandenberg fu selezionata come sito di lancio e atterraggio degli Space Shuttle della costa occidentale, ma non venne mai utilizzata. 
Il complesso di lancio 6 (Space Launch Complex 6 - SLC-6), costruito originariamente per il progetto del Manned Orbital Laboratory, venne fortemente modificato per gestire le operazioni del programma Shuttle. Le modifiche effettuate, che complessivamente costarono più di 4 miliardi di dollari, compresero l'abbassamento della Mobile Service Tower (MST), la creazione di due nuovi condotti per lo scarico dei solid rocket booster, l'installazione di serbatoi per l'idrogeno e l'ossigeno liquidi, una struttura per la preparazione del payload, una nuova torre di lancio con un sistema di abbandono del lancio, un sistema di soppressione del suono e uno Shuttle Assembly Building.
La pista di atterraggio, originariamente di 8 500 piedi (2 600 m), venne portata a 15 000 piedi (4 600 m) e dotata di luci e indicazioni per il sistema Precision Approach Path Indicator. Dopo le missioni, l'orbiter sarebbe stato portato in una struttura chiamata Orbiter Maintenance and Checkout Facility (OMCF), mentre l'aggancio e lo sgancio dell'orbiter dallo Shuttle Carrier Aircraft (SCA), un aereo Boeing 747 modificato per il trasporto dell'orbiter, era costituito da un sistema chiamato Orbiter Lifting Frame (OLF). L'OLF stesso poteva essere disassemblato, caricato in due aerei da trasporto C-5, inviato in un altro sito di atterraggio per gli Space Shuttle e riassemblato per poter caricare l'orbiter sul Boeing 747. Il trasporto dell'orbiter dalla struttura OMCF al complesso di lancio 6 sarebbe avvenuto su una strada lunga 22 miglia (35 km) dove poteva essere impiegata una piattaforma semovente con 76 ruote costruita in Italia dalla Cometto specificatamente per lo Space Shuttle.
Le modifiche al complesso di lancio 6 (SLC-6) furono problematiche e costose. Mentre l'SLC-6 era ancora in preparazione per supportare la prima missione Shuttle dalla base Vandenberg (STS-62-A), prevista per il 15 ottobre 1986, ci fu la sospensione di tutta la flotta degli Space Shuttle a seguito del disastro dello Space Shuttle Challenger e successivamente la cancellazione di tutti i lanci dalla costa occidentale. Il veicolo per il trasporto dell'orbiter venne inviato al Kennedy Space Center in Florida.
Le problematiche tecniche e la decisione di lanciare lo Space Shuttle dal Kennedy Space Center, a seguito del disastro del Challenger, causarono quindi la cessazione del programma Shuttle nella base di Vandenberg il 26 dicembre 1989.
Se il programma Shuttle non fosse stato interrotto, la base di Vandenberg avrebbe impiegato tre strutture spostabili su binari (la torre di lancio, il Mobile Service Building e la Payload Changeout Room) per assemblare direttamente l'orbiter, il serbatoio esterno e i solid rocket booster direttamente sulla piattaforma di lancio. Invece nel Kennedy Space Center l'assemblaggio dei componenti dello Shuttle era effettuato nel Vehicle Assembly Building e successivamente lo Shuttle era trasportato sulla piattaforma di lancio.

##### Delta IV
Dopo la cancellazione del programma Shuttle, il complesso di lancio 6 venne nuovamente riconfigurato per supportare la nuova famiglia di vettori Delta IV, con la costruzione delle strutture come il Fixed Umbilical Tower, il Mobile Service Tower, il Fixed Pad Erector, il Launch Control Center, l'Operations Building e l'Horizontal Integration Facility. Infine la struttura chiamata Mobile Assembly Shelter era ideata per proteggere il lanciatore da condizioni meteo avverse.
Il 27 giugno 2006 è stato effettuato dal complesso di lancio 6 il primo lancio di un razzo Delta IV, che ha portato in orbita un satellite per il National Reconnaissance Office.

##### Atlas V
Il lanciatore Atlas V venne sviluppato da Lockheed Martin nell'ambito del programma Evolved Expendable Launch Vehicle (EELV) dell'United States Air Force. I lanci sono effettuati dal complesso di lancio 3E (SLC-3E).
Il primo lancio di un razzo Atlas V dalla base di Vandenberg è avvenuto il 19 marzo 2008.

##### SpaceX Falcon

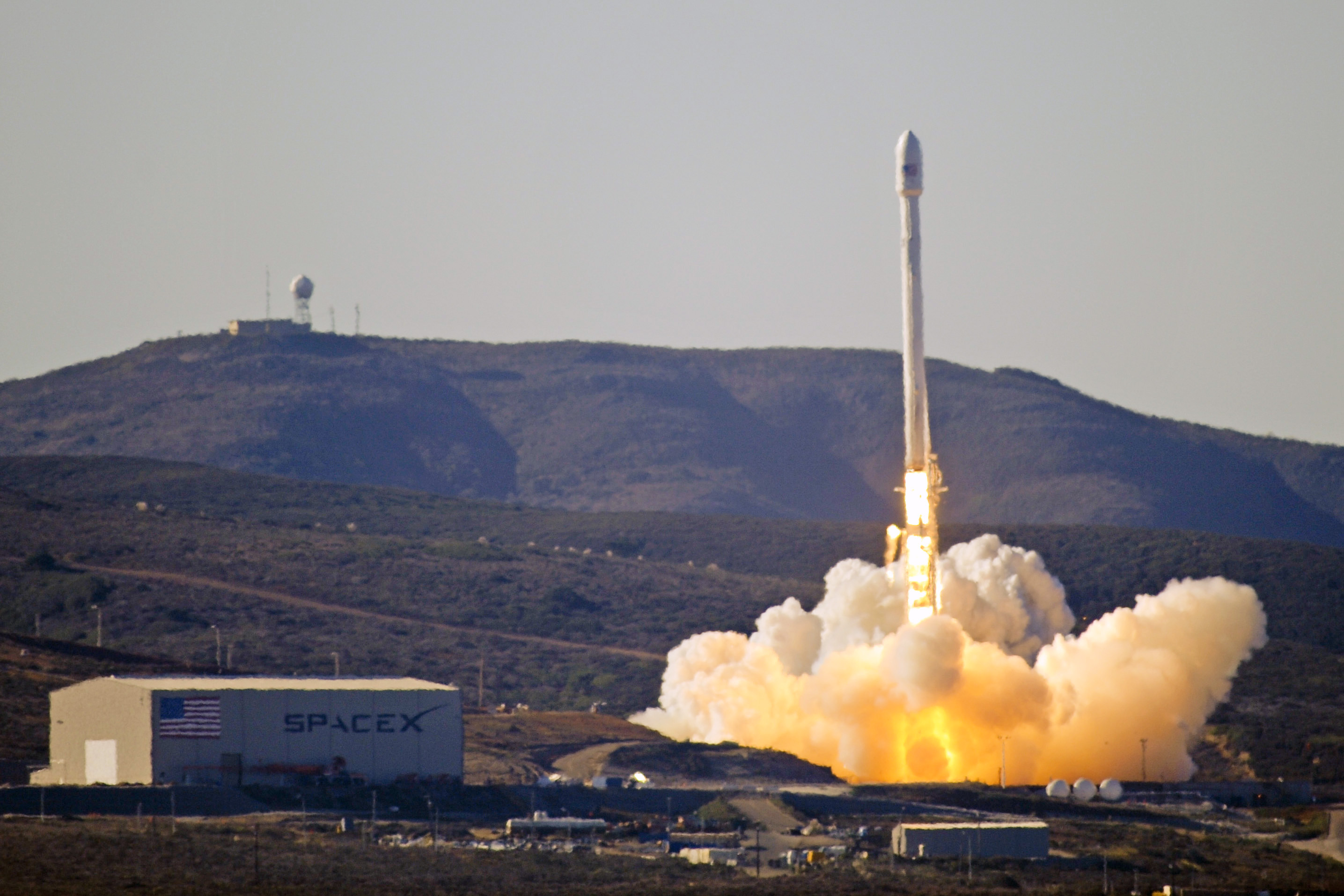
Lancio di un Falcon 9 v1.1 dal complesso di lancio 4 il 29 settembre 2013

Durante le prime fasi di sviluppo del lanciatore Falcon 1, SpaceX ha utilizzato il complesso di lancio 3W (SLC-3W), e successivamente è stato impiegato il complesso di lancio 4E (SLC-4E) per i lanci del Falcon 9 e del Falcon Heavy a partire dal 2011.
Nell'ottobre 2018, SpaceX ha effettuato il primo lancio di un Falcon 9 dal complesso di lancio 4, compreso l'atterraggio del primo stadio.

##### Boeing X-37B
Il Boeing X-37B, precedentemente noto come Orbital Test Vehicle (OTV), è un veicolo orbitale riutilizzabile senza equipaggio e impiegato dallo United States Space Force (precedentemente dalla United States Air Force).
Il 3 dicembre 2010, l'X-37B è atterrato alla base di Vandenberg per la prima volta dopo aver trascorso 224 giorni nello spazio e effettuando il primo atterraggio autonomo di un velivolo orbitale. 
Le prime quattro missioni dell'X-37B sono state lanciate dalla Cape Canaveral Space Force Station, in Florida, tramite il lanciatore Atlas V. La quinta è stata lanciata dal Kennedy Space Center attraverso il lanciatore Falcon 9.

### United States Space Force

#### Vandenberg Space Force Base

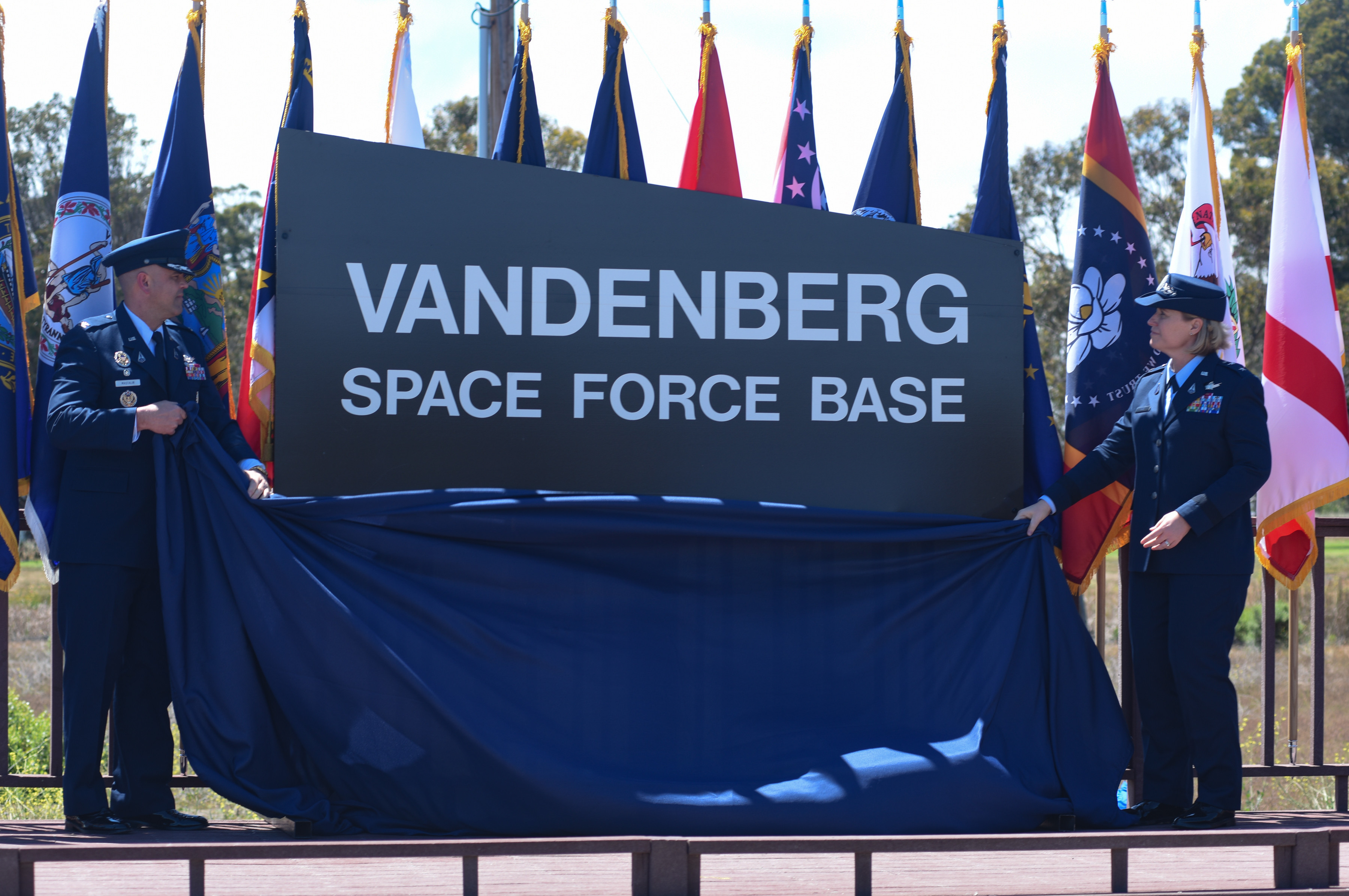
Ridesignazione in base della Space Force

Il 14 maggio 2021 la base è stata ridesignata in Vandenberg Space Force Base, per supportare la nuova forza armata degli Stati Uniti.

## Unità assegnate

### United States Space Force
- Space Launch Delta 30
- Space Delta 5
- 21st Space Operations Squadron, Space Delta 6
- 65th Cyber Squadron, Space Delta 6

### United States Air Force
Air Education and Training Command (AETC)
- Second Air Force
  - 381st Training Group
    - 81st Training Support Squadron
    - 532rd Training Squadron
    - 533rd Training Squadron

Air Force Global Strike Command (AFGSC)
- 576th Flight Test Squadron

Air National Guard (ANG)
- California Air National Guard
  - 195th Wing
    - 195th Operations Group
      - 148th Space Operations Squadron (GSU)
      - 216th Space Control Squadron (GSU)

### United States Department of Defense
United States Space Command
- Combined Force Space Component Command
  - Combined Space Operations Center